# Otto Puchstein
Otto Puchstein, né à Łobez, arrondissement de Regenwalde (de) le 6 juillet 1856 et mort à Berlin le 9 mars 1911, est un archéologue prussien.

## Biographie
Il fait des études d'archéologie classique et de philologie à l'université de Strasbourg où il est élève de Adolf Michaelis. 
Assistant aux Musées de Berlin (1879), il effectue des travaux de typologie et d'histoire sur les vases de Cyrénaïque. Boursier de l'Institut archéologique allemand (DAI) (1882), il séjourne à Alexandrie où l'Akademie der Wissenschaften de Berlin le charge d'établir le relevé de Nemrut Dağı. 
De 1892 à 1894, il voyage avec Robert Koldewey en Italie du Sud et en Sicile pour y relever les temples grecs et établir leur évolution historique. Ils sont ainsi les fondateurs de la méthode de l'archéologie architecturale. 
Nommé à la chaire d'archéologie de l'université de Fribourg-en-Brisgau en 1896, il effectue des fouilles à Baalbek (1901-1903) et, en 1904, devient directeur de l'Institut archéologique de Rome. 
Secrétaire général du Deutsches Archäologisches Institut (1905), il reprend ses recherches sur l'Asie Mineure et le Proche-Orient et, en associant l'Institut archéologique à la DAI, dirige en 1906-1907, le premier chantier de Boğazköy.

## Travaux

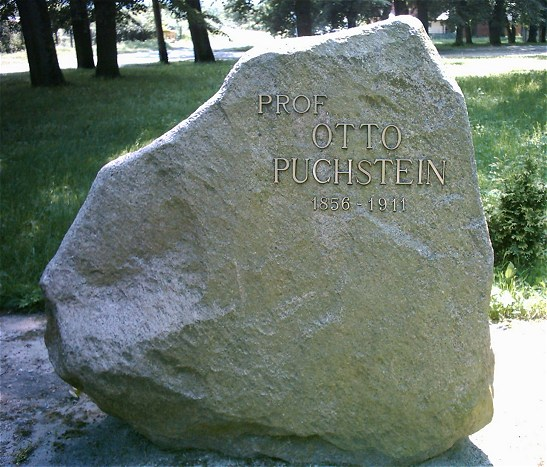
Hommage à Otto Puchstein à Łobez

- Epigrammata Graeca in Aegypto reperta, (1880)
- Das ionische Kapitell (1887)
- Reisen nach Kleinasien und Nordsyrien, avec K. Humann (1890)
- Pseudohethitische Kunst (1890)
- Beschreibung der Skulpturen aus Pergamon (1895-1902)
- Die Tempel auf Ortygia, (1898)
- Die griechischen Tempel in Unteritalien und Sicilien, avec Robert Koldewey (1899)
- Die griechische Bühne, eine architektonische Untersuchung (1901)
- Führer durch die Ruinen von Baalbek (1905)
- Die ionische Säule als klassisches Bauglied orientalischer Herkunft (1907)
- Bogazköy. Die Bauwerke, avec H. Kohl et D. Krenker (1912)